# Cascade Valley
Cascade Valley is een plaats (census-designated place) in de Amerikaanse staat Washington, en valt bestuurlijk gezien onder Grant County.

## Demografie
Bij de volkstelling in 2000 werd het aantal inwoners vastgesteld op 1811.

## Geografie
Volgens het United States Census Bureau beslaat de plaats een oppervlakte van
11,5 km², waarvan 7,2 km² land en 4,3 km² water.

## Plaatsen in de nabije omgeving
De onderstaande figuur toont nabijgelegen plaatsen in een straal van 32 km rond Cascade Valley.